# Ballistische raket

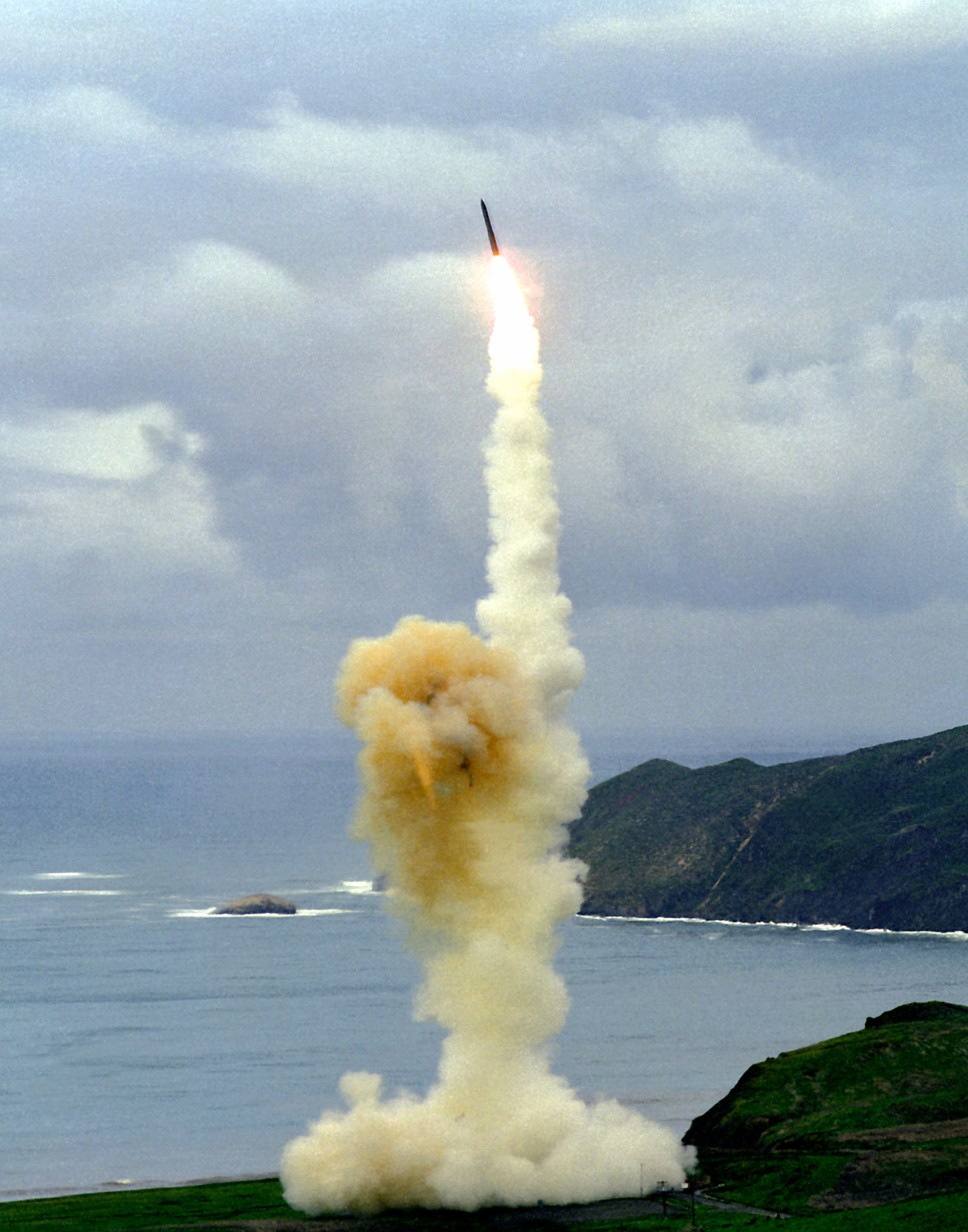
Lancering van een LGM-30 Minuteman

Een ballistische raket is een militair wapen in de vorm van een raket die een ruimtecapsule in een suborbitale, ballistische baan brengt om een lading naar een vooraf bepaalde locatie te brengen. De raket wordt vooral gestuurd tijdens de boostfase. De rest van de vlucht wordt grotendeels door de wetten van astrodynamica en ballistiek bepaald. De facto gaat het om een explosieve lading.

## V2
De eerste ballistische raket was de A4-raket, beter bekend als V2. Deze was ontwikkeld door nazi-Duitsland in de jaren dertig en veertig van de twintigste eeuw onder leiding van Wernher von Braun. De eerste succesvolle lancering van een V2 was op 3 oktober 1942. Op 6 september 1944 werd de V2 voor het eerst in de oorlog gebruikt tegen Parijs, twee dagen later gevolgd door een aanval op Londen. Tegen het einde van de Tweede Wereldoorlog waren er meer dan 3000 V2's gelanceerd.

## Werking
Het traject van een ballistische raket bestaat uit drie delen: het deel waarin de raket aangedreven wordt (boost phase), het vrije vluchtdeel (midcourse phase) - wat het grootste deel uitmaakt van de vlucht - en de terugkeer in de atmosfeer (terminal phase).
Ballistische raketten kunnen vanaf vaste of mobiele lanceerinrichtingen gelanceerd worden, zoals voertuigen (Transporter Erector Launchers, TELs), vliegtuigen, schepen en onderzeeboten. Het deel van de vlucht waarin de raket aangedreven wordt, kan variëren van enkele tienden van seconden tot enige minuten en kan gebruikmaken van één tot drie trappen.
Zodra de raket in de ruimte is en de voortstuwing stopt, komt deze in vrije vlucht, het ballistische deel. Om grote afstanden af te leggen, worden ballistische raketten normaal gesproken in een hoge sub-orbitale ruimtevlucht gebracht; voor intercontinentale raketten is de grootste hoogte (apogeum) die bereikt wordt tijdens vrije vlucht zo'n 1200 km.
De laatste fase van de vlucht begint zodra luchtweerstand een grote invloed krijgt op de baan van de raket, en duurt tot de raket zijn doel raakt.

## Rakettypes
Ballistische raketten variëren in bereik en gebruik. Ze worden vaak onderverdeeld naar bereik. Door verschillende landen wordt vaak een andere indeling gebruikt naar het bereik van ballistische raketten.
- korteafstandsraket (Short-range ballistic missile, SRBM): een bereik van minder dan 1000 km:
  - de drie types ballistische raketten die ooit in een aanval zijn gebruikt (ze waren uitgerust met een conventionele explosieve lading):
    - V-2 (Nazi-Duitsland)
    -  Sovjet-Unie Scud
    -  Sovjet-Unie OTR-21 Totsjka / SS-21 Scarab
    -  Rusland 9K720 Iskander (Rusland) - ballistische raket en kruisvluchtwapen

  -  India Agni-1A
  -  Argentinië Alacran
  -  Egypte Badr 2000 Vector
  -  Iran Fateh A-110 (Iran)
- middellangeafstandsraket (Medium-range ballistic missile, MRBM): bereik tussen de 1000 en 2500 km:
  -  India Agni-1
  -  Israël Jericho 2
  -  Noord-Korea No-Dong 1
  -  Verenigde Staten Pershing II
  -  Iran Shahab-3
  -  Rusland R-12 Dvina SS-4 Sandel
  -  Taiwan Ti Ching
- middellangeafstandsraket (Intermediate-range ballistic missile, IRBM): bereik tussen de 2500 en 3500 km:
  -  Pakistan Ghauri-3
  -  Verenigde Staten Thor
  -  Verenigde Staten Jupiter
- intercontinentale raket of langeafstandsraket (Intercontinental ballistic missile, ICBM): bereik meer dan 3500 km, onderverdeeld in:
  - beperkt bereik (Limited range intercontinental ballistic missile, LRICBM): bereik tussen de 3500 en 8000 km
(LRICBM's worden ook Long-range ballistic missiles (LRBM) genoemd)
    -  Israël Jericho 3
    -  Noord-Korea Taepodong-2

  - volledig bereik (Full range intercontinental ballistic missile, FRICBM): bereik tussen de 8000 en 12.000 km:
    -  China CSS-4A DF-4A
    -  Rusland SS-18
    -  Rusland Topol-M of SS-27
    -  Rusland RS-24 Jars
    -  Rusland RS-28 Sarmat
    -  Verenigde Staten WS107A-l Atlas
    -  Verenigde Staten HGM-25A Titan
    -  Verenigde Staten Minuteman
    -  Verenigde Staten Peacekeeper
    -  Israël Jericho 4
- submarine-launched ballistic missile:
  -  Frankrijk M51
  -  Rusland SS-N-18 Stingray
  -  Rusland SS-NX-30 Boelava
  -  Verenigde Staten Polaris A
  -  Verenigde Staten Trident ook  Verenigd Koninkrijk
  -  China JL-1
  -  China JL-2
  -  China JL-3

Korte- tot middellangeafstandsraketten worden vaak aangeduid als tactische ballistische raketten of Theatre Ballistic Missiles (TBM). Middellange- tot langeafstandsraketten zijn normaal gesproken ontworpen om kernkoppen te dragen, aangezien ze te weinig capaciteit hebben om met conventionele explosieven efficiënt te kunnen zijn. Desondanks overweegt de VS een ICBM met conventionele lading voor wereldwijde aanvalscapaciteit, ondanks de hoge kosten.
Het kan zinvol zijn om gebruik te maken van een raket met een groter bereik dan nodig is om een doel te raken. Doordat de raket een grotere hoogte kan bereiken, bereikt deze een hogere snelheid, waardoor afweer lastiger is. Een raket met een bereik van bijvoorbeeld 3000 km die op een doel wordt gelanceerd dat slechts 500 km verderop ligt, zal na een hoogte van zo'n 1200 km te hebben bereikt - ongeveer de hoogte die een ICBM bereikt - neerkomen met een snelheid van meer dan 6 km/s ofwel meer dan 20.000 km/uur (Mach 17).
De vluchtfases zijn gelijk aan die van een ICBM, behalve dat bij een bereik van minder dan 350 km de raket niet buiten de kármánlijn komt.

## Specifieke raketten
Specifieke types van ballistische raketten zijn onder meer:
- Abdali-I
- Agni
- Condor
- Dong-Feng 4
- Dong-Feng 5
- Dong Feng 31
- Ghauri-I
- Ghauri-II
- Ghauri-III
- Ghaznavi
- Hadès
- Hatf-I
- Jericho
- M5
- M45
- M51
- Minuteman
- Nodong-1
- Peacekeeper
- Pluton
- Polaris
- UGM-73 Poseidon
- Prithvi
- Scud
- Shahab-3
- Shahab-4
- Shahab-5
- Shaheen
- Skybolt Air-Launched Ballistic Missile (ALBM)
- SS-18 raket
- SS-24 raket
- SS-N-23
- Surya ICBM
- Taepodong-1
- Taepodong-2
- Trident
- V-2

## Onderzeeboten
Specifieke types van met ballistische raketten uitgeruste onderzeeboten zijn onder meer:
- Verenigde Staten Benjamin Franklinklasse
- Verenigde Staten Ohioklasse
- Rusland Deltaklasse
- Rusland Typhoonklasse
- Rusland Borejklasse
- Verenigd Koninkrijk Vanguardklasse
- Verenigd Koninkrijk Dreadnaughtklasse
- Verenigd Koninkrijk Resolutionklasse
- Frankrijk Le Triomphantklasse
- Frankrijk Redoutableklasse
- China Type 092 Xiaklasse
- China Type 094
- China Type 096
- India Arihantklasse